# 虛擬鏡頭系統

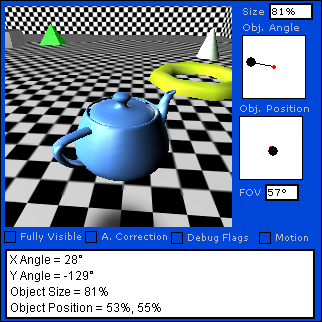
虛擬鏡頭系統的演示，當中展示了可供調整的鏡頭參數。

虛擬鏡頭系統（英語：Virtual camera system）在三维電子遊戲中是一種透過控制一個或多個鏡頭的方式，呈現一個三维的虚拟世界。用於電子遊戲的鏡頭系統旨在於最佳角度展示動作；廣泛而言，這些鏡頭用於需要第三人稱視角的三维虛擬世界。
與電影製作者不同，虛擬鏡頭系統設計師需要應付一個互動而無法預計的世界。設計師不可能知道玩家角色在接下來的數秒會前往哪裡，故無法像電影製作者般事先規劃鏡頭。為解決該問題，該系統依靠既有的規則或人工智能選擇最合適的鏡頭。
虛擬鏡頭系統主要可分為三種：
- 固定視角鏡頭系統（英語：fixed camera system）：鏡頭不會移動，系統透過一連串靜止鏡頭顯示玩家角色。
- 追蹤鏡頭系統（英語：tracking camera system）：能够追蹤角色移動的镜头系统。
- 互動鏡頭系統（英語：interactive camera system）：一種容許玩家直接轉換視角的半自動系統。

電子遊戲開發者通常利用約束解算工具、人工智能腳本或自主代理等技術實踐這類鏡頭系統。

## 第三人稱視角
在電子遊戲中，「第三人稱」指在略高於玩家角色身後一個固定距離位置上生成的一種圖像透視。這種視角容許玩家從屏幕上看到更強描繪性的头像，並於动作游戏及动作冒险游戏中最為常見。採用這種透視的遊戲通常使用位置音效（positional audio），該技術透過頭像的所處位置以調節周遭聲音的音量大小。
第三人稱鏡頭系統基本上可分為三種：於遊戲創製時已經固定鏡頭角度的「固定視角鏡頭系統」、跟隨玩家角色的「追蹤鏡頭系統」，及由玩家自由控制的「互動鏡頭系統」。

### 固定視角鏡頭

《生化危機2》中，用以呈現緊張氛圍的鏡頭選輯。

有了固定視角鏡頭，開發者可在遊戲設計時設定鏡頭的位置、方向及視野等特性。由於鏡頭角度不會動態改變，在同一個視野下會常常顯示同一處地方。採用固定視角鏡頭的遊戲數有1998年的《神通鬼大》，以及早期的《生化危機》與《戰神》遊戲。
固定視角鏡頭的其中一個好處是容許遊戲設計者使用電影語言，透過攝影技術和鏡頭選材營造氛圍。使用這種技術的遊戲作品往往於電影質素上備受讚頌。不少採用固定視角鏡頭的遊戲均採用坦克式控制，該種技術容許玩家依靠玩家角色的位置（而非鏡頭位置）控制角色移動，有助玩家在鏡頭角度轉變的情況下仍能維持既有方向。

### 追蹤鏡頭

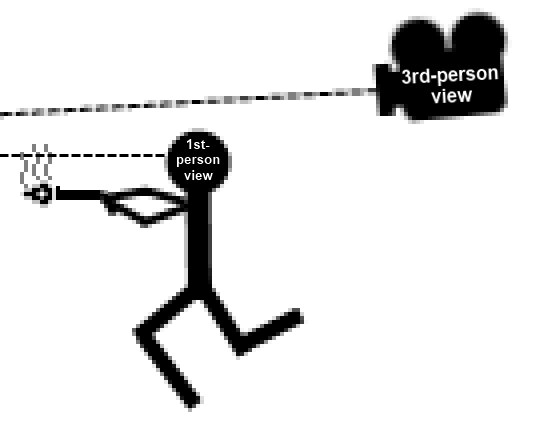
由玩家控制的主角圖解，當中可見追蹤鏡頭放置於角色身後略高的位置，且略為向角色方向下垂。

追蹤鏡頭於身後追蹤角色，玩家並不能透過旋轉或移動鏡頭位置等任何方式控制有關鏡頭。由於這種鏡頭系統易於實踐，故於《古惑狼》或《古墓麗影》等早期三维遊戲中大為流行。然而，該系統有著數項問題，尤其是在當前視角不適宜的場合中（原因可能是鏡頭被外來物件堵塞，又或鏡頭展示玩家並無興趣的內容），鏡頭在玩家無法控制鏡頭的情況下不能被移動。在部份情況下，這種視角於角色轉身或面朝外靠牆站立的情況下出現困難，或令鏡頭抖動，甚或以尷尬形態收場。

### 互動鏡頭

在《超級瑪利歐64》中，鏡頭並不是固定在瑪利歐身後，而是智能地旋轉，以展示道路全貌。

互動鏡頭系統是在追蹤鏡頭系統的一項改進。當鏡頭仍在追蹤角色時，鏡頭的角度或與角色之距離等部份參數可被調節。在電子遊戲機中，玩家通常透過类比摇杆操控鏡頭，皆因該種搖杆的準確度良好；而電腦遊戲中則常以鼠标作控制。這種情況在《超級瑪利歐陽光》和《薩爾達傳說 風之律動》等遊戲中體現得到。由於全互動鏡頭系統往往難以透過恰當方式實踐，故《GameSpot》認為《超級瑪利歐陽光》的操作困難在於玩家對於鏡頭的控制。相對而言，《薩爾達傳說 風之律動》在鏡頭方面的實踐則更為成功——《IGN》形容該鏡頭系統「智能得甚少需要人手修正」。
《超級瑪利歐64》是首批提供互動鏡頭系統的遊戲之一。該遊戲備有兩種鏡頭系統供玩家隨時切換：第一款是標準的追蹤鏡頭系統，但部份改由人工智能驅動。系統確實會「留意」關卡的結構，從而預測特定的鏡頭。如在第一關中，當通往小山的道路準備向左轉時，鏡頭亦會開始自動向左看，從而推測玩家的動作。第二款則是容許玩家依據瑪利歐的位置控制鏡頭。按動左／右按鈕會令鏡頭圍繞瑪利歐移動，而按動上／下按鈕則會令鏡頭靠近或遠離瑪利歐。

## 實踐
目前有大量的研究集中於鏡頭系統的實踐方法。約束解算軟體的作用為於在一系列的視覺限制下生成最好的鏡頭。換言之，該軟體會收到一個所需的鏡像構圖（如「在確保這個角色覆蓋屏幕空間至少30%下展示他」），然後利用不同方法構建一個符合該要求的鏡頭。在找到一個適合的鏡頭後，該軟體輸出鏡頭的方位及旋轉角度，而相關數據可供圖形引擎渲染器（graphic engine renderer）生成視圖（view）。
在部分鏡頭系統中，若果無法找到可行解決方案，一些限制可獲放寬。例如，若果解決者無法在角色佔用30%屏幕空間的情況下生成一個鏡頭，則可無視屏幕空間限制，只需確保有關角色在屏幕上可見即可；相關方法包括縮小。
部份鏡頭利用預定義的腳本以決定如何在常見的鏡頭場景（英語：film idioms）中選擇當前鏡頭。一般而言，腳本會作為一個動作的結果而被觸發——譬如，當玩家角色與其他角色開展對話時，會觸發「對話」腳本，當中包含如何「拍攝」二人對話時的指示；故此，上述情景中的鏡頭將包含一連串過肩和特写等鏡頭。這類腳本為本（script-based）的方法可將鏡頭在一組預定義的鏡頭中切換，又或依靠約束解算工具所生成的鏡頭方位以解釋場景佈局中的可變性。這種運用腳本與利用約束解算工具以計算虛擬鏡頭的方法最初是由史蒂文·M·德魯克（Steven M. Drucker）提出的，而後續的研究演示了腳本為本的系統如何能自動切換鏡頭，使得在實時溝通應用上展示不同頭像之間對話。
比爾·湯姆林森（Bill Tomlinson）就上述問題採取了一種更原始的方法。他設計出一種系統，並將鏡頭視為一個有個性的自主代理，其心情將會影響鏡頭的風格與節奏。故此，鏡頭在愉悅的心情下會「更頻密地剪掉鏡頭、花更多時間於近鏡鏡頭上，並會以一種快活而俯衝的方式移動，且會將情景明亮地照亮」。
當過往大部份於自動化虛擬鏡頭控制系統上的工作在於減少人手控制鏡頭的需要下，導演鏡頭方案透過計算及提出一系列建議的虛擬相機鏡頭，讓操作者只需處理創意鏡頭（creative shot）的選擇工作。在計算隨後的建議虛擬相機鏡頭中，系統會分析視覺創作（visual composition）及編輯先前已錄製的鏡頭模式，從而計算能遵守連續性慣例（continuity convention）的建議相機鏡頭——相關慣例計有不越過行動線、在令角色於橫切處看似互望對方下為虛擬角色匹配位置，以及較喜歡操作者之前按順序使用的鏡頭等。

## 混合實境應用
微软於2010年發表集三维扫描及摄像头於一身的混合周邊設備Kinect，為Xbox 360玩家提供全身偵測，及於電子遊戲和其他應用程式之用戶介面中的免提操控。該裝置後來經由加利福尼亞大學戴維斯分校的奧利弗·克雷洛斯（Oliver Kreylos）修改，透過一系列的YouTube視頻展示將Kinect與基於個人電腦（PC）開發的虛擬鏡頭結合。由於Kinect能夠於一個捕獲的畫面中，利用電腦立體視覺和结构光偵測全深度範圍，故奧利弗·克雷洛斯展示了Kinect和虛擬鏡頭能夠以自由視角在深度範圍中導航的特性（縱然鏡頭只能在Kinect前方展示的場景進行視頻捕獲），結果鏡頭在深度範圍內無法捕獲視頻的地方呈現一片黑暗而空白的空間。及後，他就結合兩台Kinect的視訊串流之修改進行深入而詳細的闡述，而相關的修改旨在進一步提升虛擬鏡頭取景範圍內的視頻捕獲效果。奧利弗·克雷洛斯對於Kinect的開發工作在《纽约时报》的一篇文章中獲提及，而該文章亦包含其他人於Kinect黑客與自製程式社區中的作品。

## 實時錄影與動作追蹤
虛擬鏡頭之開發容許導演在一個預先建構的數位環境（如房子或太空船內）中攝製动作捕捉鏡頭，並於實時觀看數位角色的動作。《生化危機5》是首部使用該技術的電子遊戲，而有關技術是為2009年電影《阿凡达》開發。利用动作捕捉控制虛擬鏡頭的位置與方向有助操作者透過簡單移動和轉動虛擬攝影機裝置（virtual camera rig），即可憑直覺地移動及瞄準虛擬攝影機。虛擬攝影機裝置包含一個可攜式顯示器（或平板裝置）、運動傳感器、可選的支援框架，以及常用於開始／停止錄影及調校鏡頭特性的搖桿／控制按鈕（可選）。1992年，麻省理工學院媒體實驗室的邁克爾·麥肯納（Michael McKenna）將一個波爾赫姆斯牌磁力運動傳感器及一部3.2吋可攜式液晶體電視連接至一把木尺上，示範了文獻記載上首部虛擬攝影機裝置。北卡羅來納大學教堂山分校的走查計畫製作了一系列專為控制虛擬鏡頭而設的實體輸入裝置，包括一對三軸搖桿和一個名為「UNC Eyeball」的桌球式設計道具，當中後者包含一個整合式六自由度動作追蹤器和一個數位按鈕。

## 備註
1. ↑  波爾赫姆斯（Polhemus）是一家專注3D定位和定位跟蹤系統的公司。